# Catephia serapis
Catephia serapis is een vlinder uit de familie spinneruilen (Erebidae). De wetenschappelijke naam is voor het eerst geldig gepubliceerd in 1916 door Fawcett.
De soort komt voor in tropisch Afrika.